# Isaac Tigrett
Isaac Tigrett (* 1947 in Jackson, Tennessee) ist ein US-amerikanischer Unternehmer und Gründer der Restaurantketten Hard Rock Café und House of Blues.

## Leben
Tigrett gründete am 14. Juni 1971 zusammen mit Peter Morton das erste Hard Rock Café im Londoner Stadtteil Mayfair. Die Zusammenstellung von Rockmusik, Fastfood und vielen Erinnerungsstücken und Musikinstrumenten von bekannten Künstlern erwies sich als so erfolgreich, dass bald weitere Filialen folgten. Tigrett und Morton teilten das Unternehmen auf; Tigrett besaß die Rechte in den Staaten östlich von Mississippi und (bis auf wenige Ausnahmen) dem Rest der Welt, während Morton die Rechte für die Staaten westlich von Mississippi sowie für Israel, Kolumbien und Australien hielt. Schließlich verkaufte Tigrett seine Anteile an Mecca Leisure.
1992 gründete Tigrett zusammen mit Dan Aykroyd das erste House of Blues. Weitere Investoren waren die Harvard University und später auch The Walt Disney Company. Nach Meinungsverschiedenheiten im Vorstand von HOB verließ er diesen 1998. Danach gründete er ein Internetangebot namens The Spirit Channel, welches aber scheiterte.
Tigrett, der als Anhänger des Gurus Sathya Sai Baba gilt, war von 1989 bis zu deren Tod 1994 mit Maureen Tigrett, der ehemaligen Frau von Ringo Starr, verheiratet. 